# André Chambas
Pour les articles homonymes, voir Aiello.
Pas d'image ? Cliquez ici
André Chambas, né le 12 décembre 1905 à Vienne dans l'Isère et mort à Arpajon dans l'Essonne, est un industriel et coureur automobile français ayant participé aux 24 Heures du Mans. Il meurt accidentellement renversé par une voiture sur la commune de Montlhéry.

## Biographie
Originaire de la ville de Vienne située dans le département de l'Isère, André Chambas étudie au collège Ponsard dans les années 1920. Il possède une fabrique de chaussures avenue du général Leclerc à Vienne.
Il participera à cinq éditions des 24 Heures du Mans, de 1949 à 1953.

## Palmarès

### 24 Heures du Mans
| Année | Voiture                    | Équipe     | Équipiers           | Résultats |
| ----- | -------------------------- | ---------- | ------------------- | --- |
| 1949  | Talbot Lago coupé          | A. Chambas | André Morel         | Abandon (4e avec 222 tours parcourus,, mais disqualifié à la suite d'une panne d'essence dans le tour d'honneur) |
| 1950  | Talbot Lago coupé          | A. Chambas | André Morel         | 13e |
| 1951  | Talbot Lago barquette      | A. Chambas | André Morel         | 17e |
| 1952  | Talbot Lago GS compresseur | A. Chambas | André Morel         | 9e |
| 1953  | Talbot Lago GS compresseur | A. Chambas | Charles de Cortanze | Abandon |

### Autres
- Coupe du Salon 1949 à Linas-Montlhéry sur Talbot Lago, (abandon)[10].
- Bol d'or automobile 1955 sur Peugeot 203, équipier Paul Barbier, (6e).

## Voitures utilisées en course
- Talbot Lago, type T 26 Grand Sport, châssis no 110105 livré par l'usine et carrossé en coupé, puis en barquette par Roger Tunesi, carrossier à Vienne[7].
- Peugeot 203 Barbier 1954[11].
- Peugeot 203 Barbier 1957[12].